# Pawieł Kusznikow
Pawieł Kusznikow (ros. Павел Кушников, ur. 24 sierpnia 1893 w Petersburgu) – rosyjski gimnastyk, olimpijczyk.
Uczestniczył w rywalizacji na V Igrzyskach olimpijskich rozgrywanych w Sztokholmie w 1912 roku. Startował tam w jednej konkurencji gimnastycznej – w wieloboju indywidualnym. W łącznej klasyfikacji zajął najlepsze wśród zawodników rosyjskich, trzydzieste ósme miejsce, zdobywając 90 punktów.